# Cantonul Aubenas
Cantonul Aubenas este un canton din arondismentul Largentière, departamentul Ardèche, regiunea Rhône-Alpes, Franța.

## Comune
- Ailhon
- Aubenas (reședință)
- Fons
- Lachapelle-sous-Aubenas
- Lentillères
- Mercuer
- Saint-Didier-sous-Aubenas
- Saint-Étienne-de-Fontbellon
- Saint-Sernin